# NGC 4312
NGC 4312 is een spiraalvormig sterrenstelsel in het sterrenbeeld Hoofdhaar. Het hemelobject werd op 14 januari 1787 ontdekt door de Duits-Britse astronoom William Herschel.

## Synoniemen
- UGC 7442
- MCG 3-32-14
- ZWG 99.29
- VCC 559
- IRAS 12199+1548
- PGC 40095